# Louis Grand
Louis Grand (* 24. oder 25. Dezember 1843 in Romont; † 15. März 1909 ebenda) war ein Schweizer Jurist und Politiker.

## Leben

### Familie
Louis Grand war der Sohn des Pächters und späteren Weinhändlers Georges Grand und von dessen Ehefrau Marie (geb. Descloux).
Er war verheiratet mit Marie (* 1844; † 28. Januar 1923 in Romont), der Tochter des Kaufmanns Anselm Stajessi (* 16. November 1871 in Romont; † 21. November 1899 ebenda) aus dem Piemont; ihr gemeinsamer Sohn war der spätere Jurist und Politiker Eugène Grand.

### Werdegang
Nach dem Besuch des Kollegiums St. Michael in Freiburg studierte Louis Grand Rechtswissenschaften an der Rechtsschule in Freiburg und setzte diese Studien später an der Universität Freiburg im Breisgau fort. Nach Beendigung des Studiums erhielt er ein Praktikum beim Rechtsanwalt Louis de Wuilleret und war anschliessend von 1969 bis 1975 als Rechtsanwalt sowie von 1875 bis zu seinem Tod als Notar tätig.
Er war von 1871 bis 1909 in Romont Gerichtspräsident des Glanebezirks.

### Politisches Wirken
Louis Grand war über 30 Jahre das Haupt seiner konservativen Partei im Glanebezirk, in dem er wegen seiner vielen Ämter eine wichtige Rolle spielte.
Er war von 1871 bis 1903 im Gemeinderat von Romont und von 1871 bis 1909 konservativer Abgeordneter im Freiburger Grossrat, den er dreimal präsidierte, sowie vom 2. Dezember 1872 bis zu seinem Rücktritt aus gesundheitlichen Gründen am 30. November 1902 im Nationalrat.
Er war Mitglied der ständigen Eisenbahnkommission.